# Samoed
Rasa Samoyed face parte din familia câinilor Spitz, care mai poartă denumirea de "câini primitivi", cu trimitere la originea foarte veche și puritatea tiparului genetic. Arealul de origine este Siberia, strămoșii rasei fiind domesticiți cu mai bine de 3000 de ani în urmă și folosiți cu precădere la conducerea turmelor de animale (în special reni), la tractarea săniilor și la vânătoare. Numele vine, așa cum se întâmplă și la rasa Malamut de Alaska, de la denumirea unui trib indigen din arealul originar (tribul siberian Samoede), ai cărui membri au folosit intens câinii la activitățile specifice. Indigenii numeau acești câini Bjelkier ("Albicioșii", într-o traducere  aproximativă).

## Istoric rasă
Samoyed este, alături de rase precum Husky, Malamut de Alaska, Chow Chow sau Akita Inu, printre cele mai vechi și mai pure rase canine recunoscute în prezent, foarte probabil urmașii în linie directă a primilor câini domesticiți în zorii umanității. Membrii triburilor siberiene ajunseseră să integreze complet acești câini în universul lor utilitar. Pe lângă faptul că țineau sub control turmele de animale, ajutau la depistarea, urmărirea, încolțirea și doborârea vânatului, tractau săniile cu materiale, provizii și persoane, câinii Samoyed dormeau alături de membrii familiei în adăposturi pentru a furniza căldură iar părul eliminat prin procesul natural de năpârlire era colectat și tors, pentru realizarea unor articole de îmbrăcăminte foarte călduroase. Atu-ul de bază a fost întotdeauna rezistența foarte înaltă în regim de efort intens și prelungit. Primii exploratori europeni care s-au aventurat în cucerirea celor doi poli au folosit cu predilecție acești câini (Robert Scott, primul care i-a importat în acest scop în anul 1800, Fridtjof Nansen care i-a folosit în expedițiile din perioada 1893-1896, Roald Amundsen care a atins Polul Sud și cu ajutorul acestor câini în expediția din perioada 1910-1912). În anul 1923 rasa este recunoscută de English Kennel Club sub denumirea actuală, iar în anul 1947 de către prestigioasa asociație American Kennel Club (AKC). În Rusia, numele preferat pentru această rasă a rămas chiar și în prezent Bjelkier.

## Descriere fizică
Câine de talie medie, puternic, cu musculatura bine dezvoltată și foarte bine proporționat. Are pieptul proeminent, picioarele lungi și o alură generală zveltă. Corpul este mai mult lung decât înalt. Capul acestor câini este lat, cu botul conic, ca la toți câinii Spitz, iar culoarea predilectă a trufei este negru (dar există și exemplare, mai rare, cu nasul maroniu sau roșcat în nuanță închisă). Ochii sunt migdalați, plasați la distanță și cu irisul închis la culoare. Urechile sunt mici, rotunjite la vârf, plasate la extremitățile superioare ale craniului și erecte. Coada este lungă, stufoasă și ținută încolăcită pe spate, mai rar în poziție atârnată. Blana este foarte voluminoasă, dublă, cu excelente calități termoizolante. Primul strat este moale, pufos, compact, format din fire scurte, iar cel superior are firul mai lung, aspru. Aspectul general al blănii este înfoiat. Părul are proprietăți hipoalergenice, cu textura similară părului de angora. În zona gâtului, pe partea posterioară a picioarelor, pe piept și în zona cozii părul este mai lung. Culoarea blănii este alb pur.

## Personalitate
Este un câine inteligent și energic, sociabil, plin de inițiativă, cu o atitudine pozitivă și vigilentă. Samoyed are un caracter dominant și pot fi observate accese de încăpățânare. Comportamentul nu este unul liniar și ușor previzibil, are uneori toane și brusc se poate dovedi neascultător. Este blând și tolerant cu copiii, dar are nevoie de socializare precoce și o educație fermă, pentru a se supune necondiționat stăpânilor. Preferă să i se lase o anume marjă de independență. Nu este recomandat în rol de câine de pază, pentru că acceptă destul de ușor prezența străinilor, după ce i-a semnalat inițial. Vocalizează prin urlete și mai rar prin lătrat.

## Îngrijire și sensibilitate boli
Năpârlesc abundent la schimbarea sezoanelor, blana lor trebuind pieptanată și periată periodic, pentru a se îndepărta firele moarte. Puțin pretențioși, rezistenți și robuști. Preferă anotimpul rece, sunt câini de exterior. Se obișnuiesc ceva mai greu cu apa, nu le place să aibă blana udă și trebuie să fie obișnuiți în mod gradat cu această activitate. Se păstrează curați o lungă perioadă de timp, nu emană mirosul specific de câine. Câinii Samoyed sunt predispuși genetic la o afecțiune renală denumită glomerulopatie ereditară. Alte boli cu o incidență ceva mai mare în cadrul rasei: displazia de șold, cataracta, glaucomul, diabetul.

## Condiții de viață
Foarte bine adaptați condițiilor mai aspre de vreme și anotimp, pot rămâne în curtea exterioară a casei într-un perimetru bine amenajat și împrejmuit (au tendința de a evada pentru a explora împrejurimile). Nu sunt recomandați pentru viața din interiorul căminului unde pot suferi de căldură și li se accentuează pierderea părului. Iarna se bucură foarte mult de activități în aer liber, dinamice și antrenante. Zăpada reprezintă bucuria supremă și vor fi foarte încântați să își dovedească calitățile de câini de ham pentru sanie.

## Dresaj
Dresajul trebuie început la o vârstă fragedă și reprezintă o provocare destul de serioasă, pentru că acești câini pot fi încăpățânați și rezistenți la comenzi și cerințe. Metodele aplicate în dresaj trebuie să fie caracterizate de fermitate, echilibru și consecvență. Tonurile aspre sau intervențiile dure nu au efect, ci, din contră, îi vor face "impermeabili" la comenzi. Programul de antrenament este recomandat să fie conceput cât mai variat și proiectat în reprize mai scurte, pentru că își pierd repede interesul. Un câine Samoyed are nevoie să fie tratat cu respect și îngăduință, pentru că în comunitățile originare era considerat un partener mai degrabă decât un subordonat. Dacă nu este angrenat într-o activitate precisă, își va face propriul program. Necesită socializare precoce cu alte animale din gospodărie deoarece instinctele de vânător sunt puternice și se pot manifesta prin surprindere, iar unele animale de mici dimensiuni pot fi percepute ca potențial vânat.

## Utilitate
Este un câine de companie plăcut, un partener de exerciții fizice și de drumeții, un bun partener de joacă pentru copii. Iarna poate fi folosit la tractarea saniei pentru copii, dar poate fi antrenat și pentru a participa la concursuri de gen (de obicei în pereche sau atelaj mai mare).